# Emil Cathrein

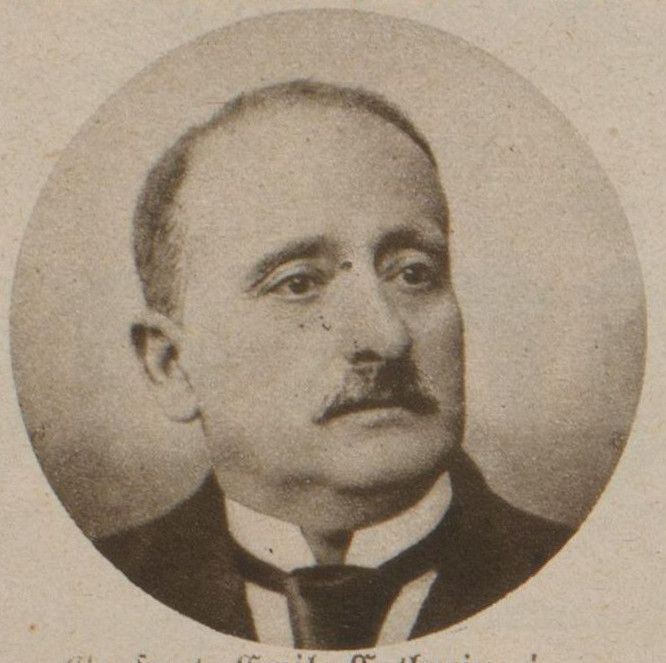
Emil Cathrein

Emil Cathrein (* 13. Januar 1847 in Brig; † 14. November 1916 ebenda) war ein Schweizer Hoteldirektor und Politiker.

## Leben
Seine Eltern waren der Eisenwarenhändler und Regierungstatthalter des Bezirks Brig, Andreas Cathrein, und Katharina, geb. Venetz, von Stalden, seine Geschwister Viktor und Catharina. Er arbeitete zunächst im väterlichen Betrieb mit. Da seine Schwester seit 1857 mit dem Zermatter «Hotelkönig» Alexander Seiler I. verheiratet war, wandte er sich auch dem Hotelgewerbe zu und wurde Pionier des Tourismus in der Aletschregion. Ab 1872 leitete er das Hotel Jungfrau-Eggishorn ob Fiesch, das er zum Berghotel ausbaute. 1887/1888 erwarb er oberhalb von Mörel die Hotels Riederalp und Riederfurka. Donald Currie engagierte ihn 1895 und 1897 als Direktor seiner Hotels in Kapstadt und Johannesburg.
Von 1880 bis 1896 war er Gemeindepräsident von Brig und von 1889 bis 1913 Walliser Grossrat.